# Texaco Pernis
Het bedrijf Texaco bezat een raffinaderij op de Vondelingenplaat in Pernis die na de Tweede Wereldoorlog werd gebouwd en diverse eigenaren heeft gekend, zoals Chevron en Nerefco. De raffinaderij was gelegen naast de raffinaderij van Shell.
In 1990 kwam de raffinaderij in handen van Nerefco, wat 65% eigendom was van BP en 35% van Texaco. In 1996 werd besloten om de productielocatie in Pernis te sluiten en de volledige productie van Nerefco in hun raffinaderij aan de Zesde Petroleumhaven plaats te laten vinden. Dit leidde ertoe dat de Texaco-raffinaderij te Pernis werd gesloten en gesloopt. Na sanering van het terrein werden er nieuwe bedrijven opgericht. In 2002 is men op het terrein begonnen met de bouw van nieuwe bedrijven, waaronder Rijnmond Energie.
Wat er overbleef was opslagcapaciteit, een laadstraat voor tankerwagens en een aantal steigers. Deze locatie is tegenwoordig volledig eigendom van Koole Terminals.